# NBC 뉴스

로고

NBC 뉴스(영어: NBC News)는 미국 NBC 산하의 뉴스 제작 자회사이다. 다우 존스와 제휴한 Ppp 뉴스 전문 CNBC와 마이크로소프트와 제휴한 MSNBC가 있다.